# Bordo Mora
Bordo Mora är en ort i Mexiko.   Den ligger i kommunen Pilcaya och delstaten Guerrero, i den sydöstra delen av landet, 100 km sydväst om huvudstaden Mexico City. Bordo Mora ligger 1 626 meter över havet och antalet invånare är 129.
Terrängen runt Bordo Mora är lite bergig. Runt Bordo Mora är det ganska tätbefolkat, med 75 invånare per kvadratkilometer. Närmaste större samhälle är Taxco de Alarcón, 19,3 km sydost om Bordo Mora. I omgivningarna runt Bordo Mora växer huvudsakligen savannskog.